# Лигё (Дордонь)
Лигё (фр. Ligueux) — бывшая коммуна во Франции, находилась в упразднённом регионе Аквитания. Департамент — Дордонь. Входит в состав кантона Тивье. Округ коммуны — Перигё.
Код INSEE коммуны — 24239.
1 января 2016 года Лигё и Сорж были объединены в новую коммуну Сорж-э-Лигё-ан-Перигор (фр. Sorges-et-Ligueux-en-Périgord) региона Новая Аквитания.

## География

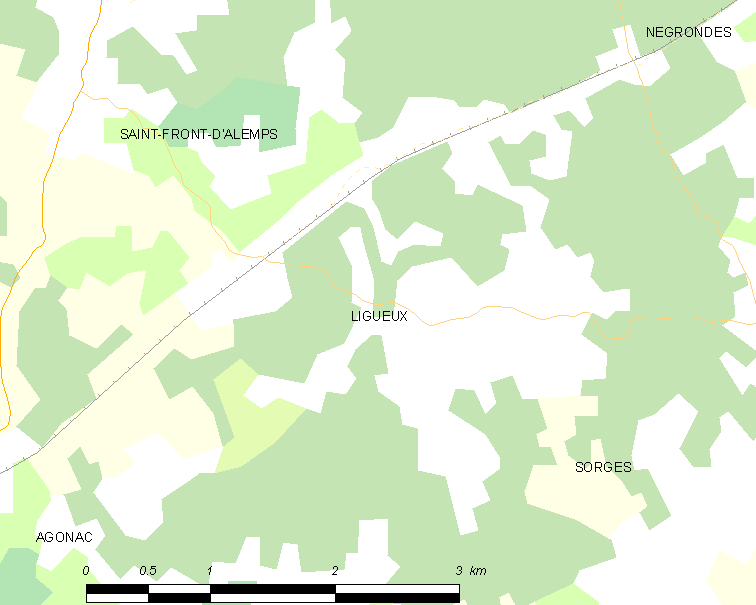
Карта коммуны

Коммуна расположена приблизительно в 420 км к югу от Парижа, в 125 км северо-восточнее Бордо, в 16 км к северо-востоку от Перигё.

### Климат
Климат умеренный океанический со средним уровнем осадков, которые выпадают преимущественно зимой. Лето здесь долгое и тёплое, однако также довольно влажное, здесь не бывает регулярных периодов летней засухи. Средняя температура января — 5 °C, июля — 18 °C. Изредка вследствие стечения неблагоприятных погодных условий может наблюдаться непродолжительная засуха или случаются поздние заморозки. Климат меняется очень часто, как в течение сезона, так и год от года.

## Население
Население коммуны на 2010 год составляло 268 человек.
| 1962 | 1968 | 1975 | 1982 | 1990 | 1999 | 2010 |
| ---- | ---- | ---- | ---- | ---- | ---- | ---- |
| 275  | 266  | 211  | 219  | 223  | 204  | 268  |

## Администрация
| Период | Период | Фамилия        | Партия                              | Примечания |
| ------ | ------ | -------------- | ----------------------------------- | ---------- |
| 1965   | 1971   | Жак Мегр       |                                     |            |
| 1971   | 1977   | Луи Мегр       |                                     |            |
| 1977   | 2001   | Огюстен Лоран  | Французская коммунистическая партия |            |
| 2001   | 2014   | Сильвен Лабрус | беспартийный                        |            |
| 2014   | 2015   | Бернар Юскен   |                                     |            |

## Экономика
В 2010 году среди 175 человек трудоспособного возраста (15-64 лет) 138 были экономически активными, 37 — неактивными (показатель активности — 78,9 %, в 1999 году было 67,9 %). Из 138 активных жителей работали 123 человека (63 мужчины и 60 женщин), безработных было 15 (10 мужчин и 5 женщин). Среди 37 неактивных 13 человек были учениками или студентами, 17 — пенсионерами, 7 были неактивными по другим причинам.

## Достопримечательности
- Церковь Св. Фомы в неороманском стиле (XIX век)
- Руины аббатства Нотр-Дам (XII век). Исторический памятник с 1951 года[5]

## Фотогалерея

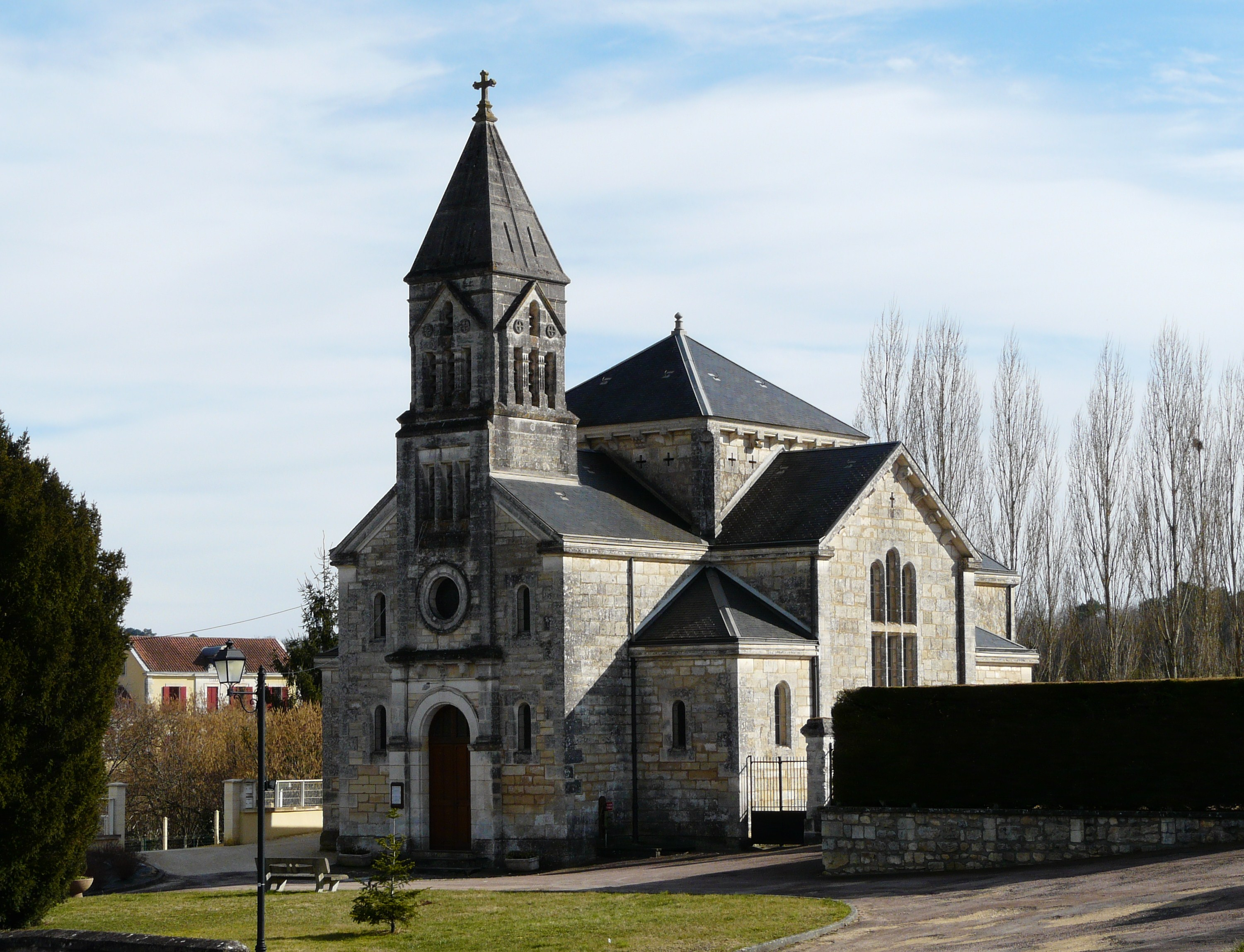
Церковь Св. Фомы
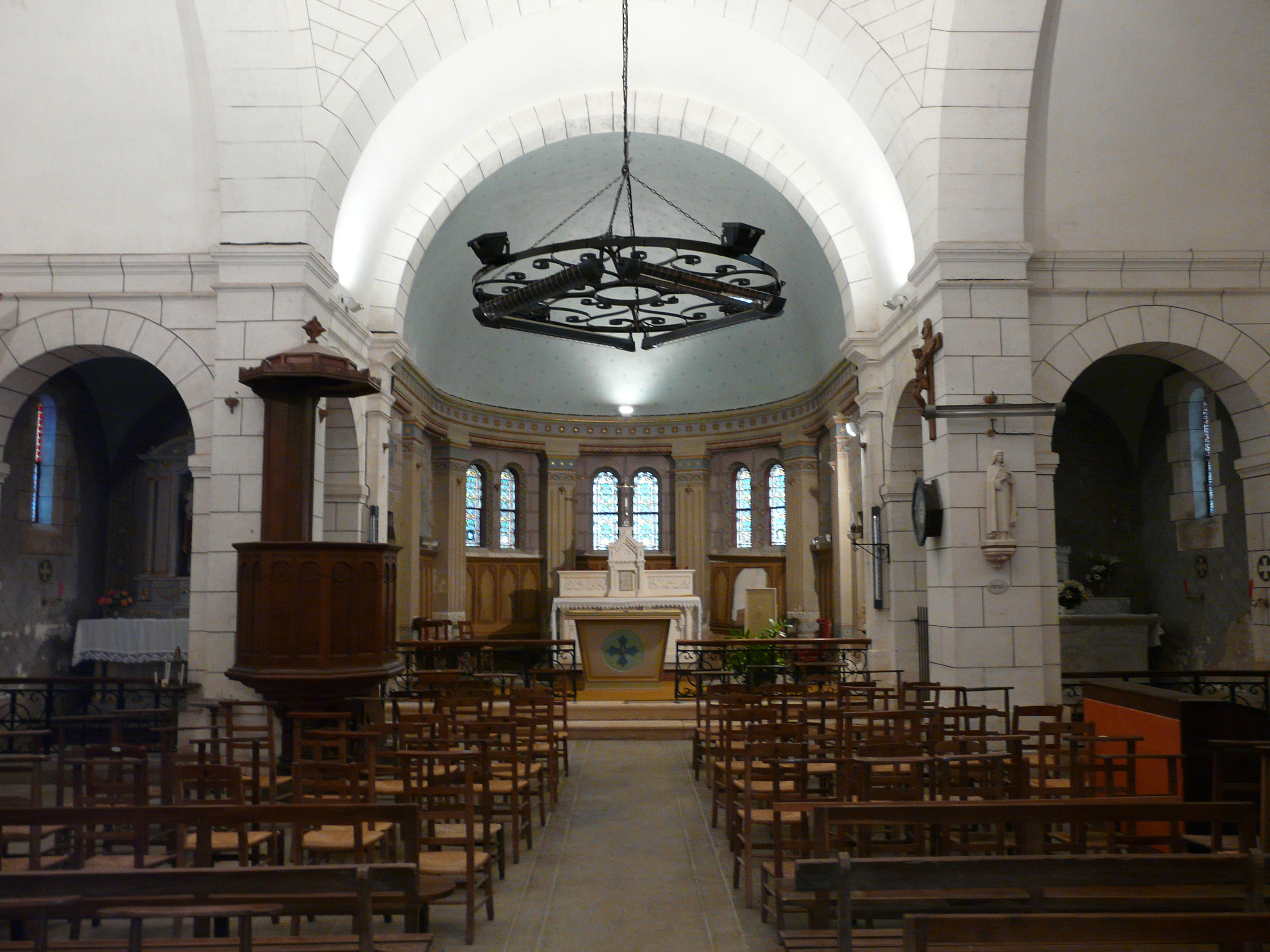
Интерьер церкви Св. Фомы
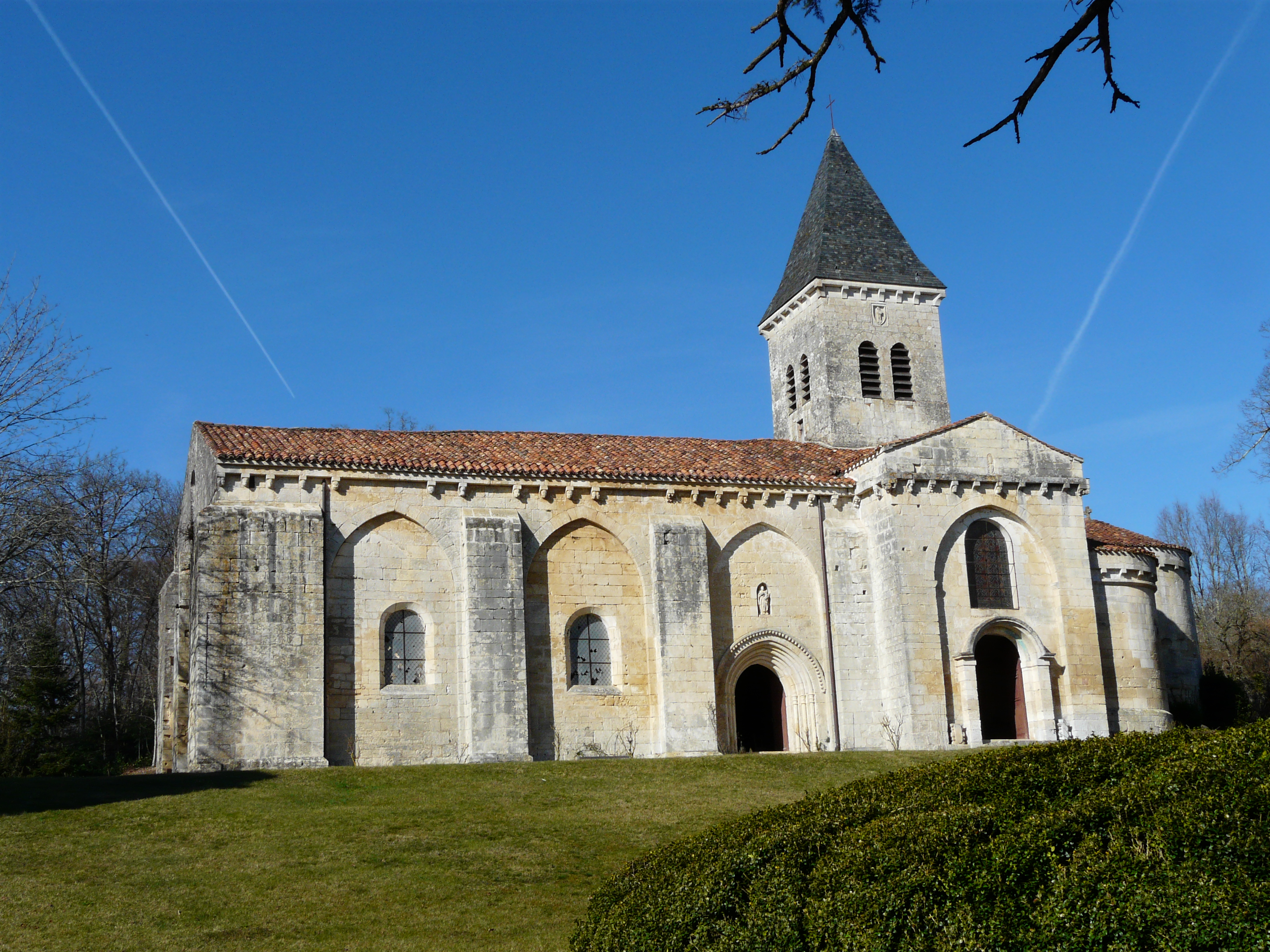
Церковь аббатства Нотр-Дам
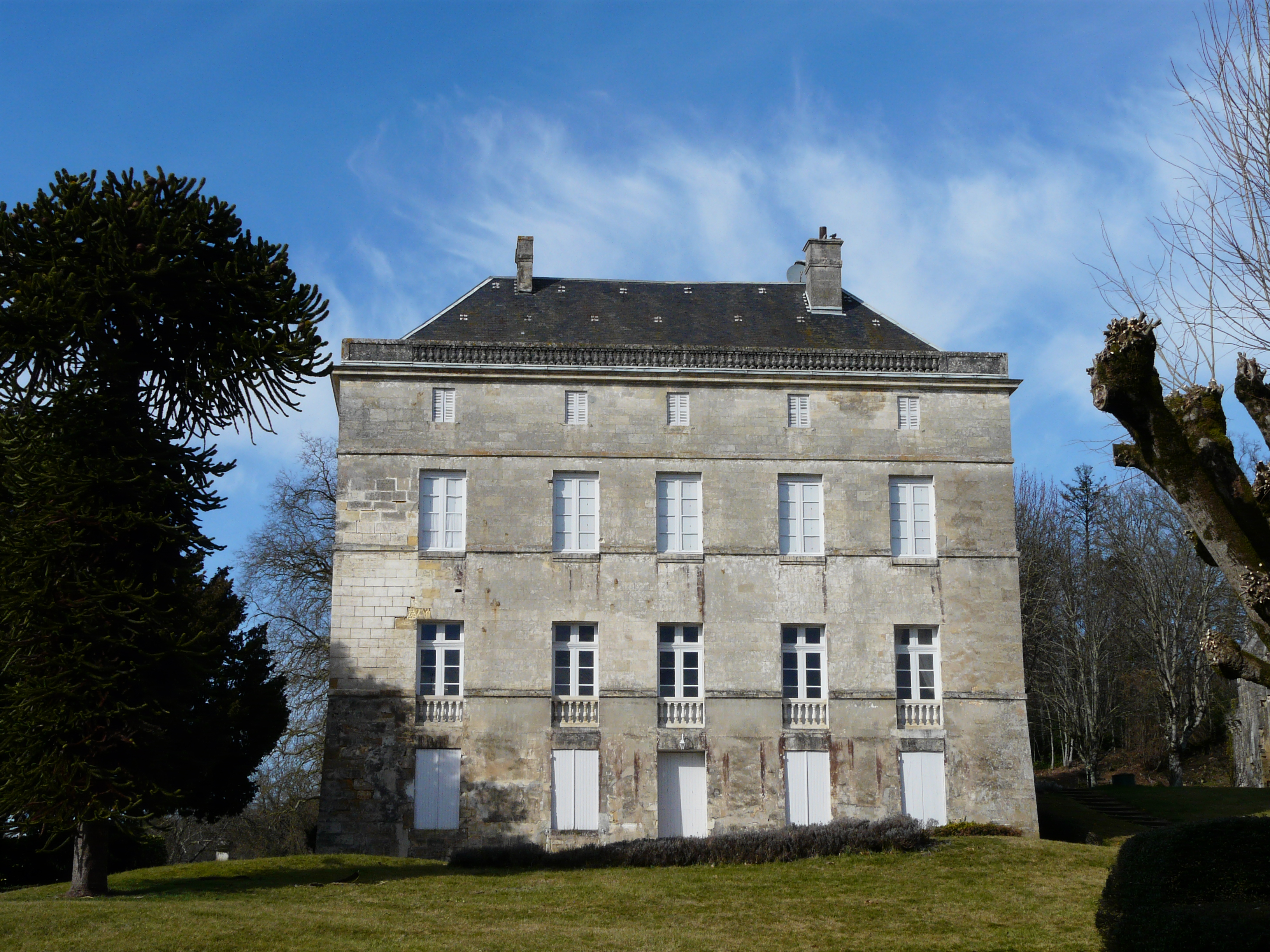
Замок Лигё
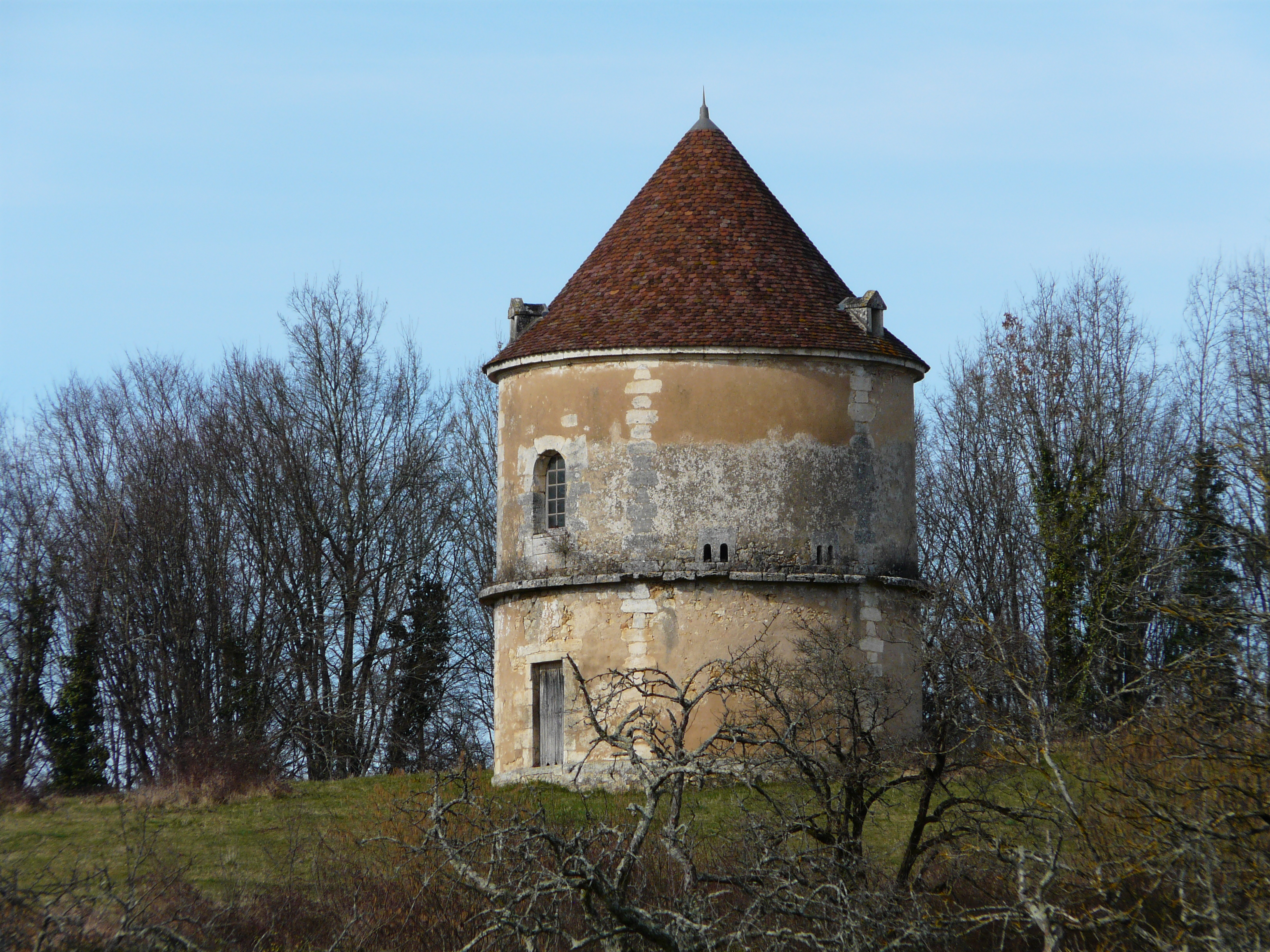
Голубятня